# Alsodes igneus
Alsodes igneus es una especie de anfibio anuro de la familia Alsodidae.

## Distribución geográfica
Esta especie es endémica del lago Malleco en la provincia de Malleco en la región de la Araucanía de Chile. Se encuentra en el municipio de Curacautín en el parque nacional Tolhuaca en el bosque de Nothofagus de las laderas occidentales de los Andes a unos 920 m sobre el nivel del mar.

## Publicación original
- Cuevas & Formas, 2005: A new frog of the genus Alsodes (Leptodactylidae) from the Tolhuaca National Park, Andes Range, southern Chile. Amphibia-Reptilia, vol. 26, n.º 1, p. 39-48.[6]